# Graham Arnold

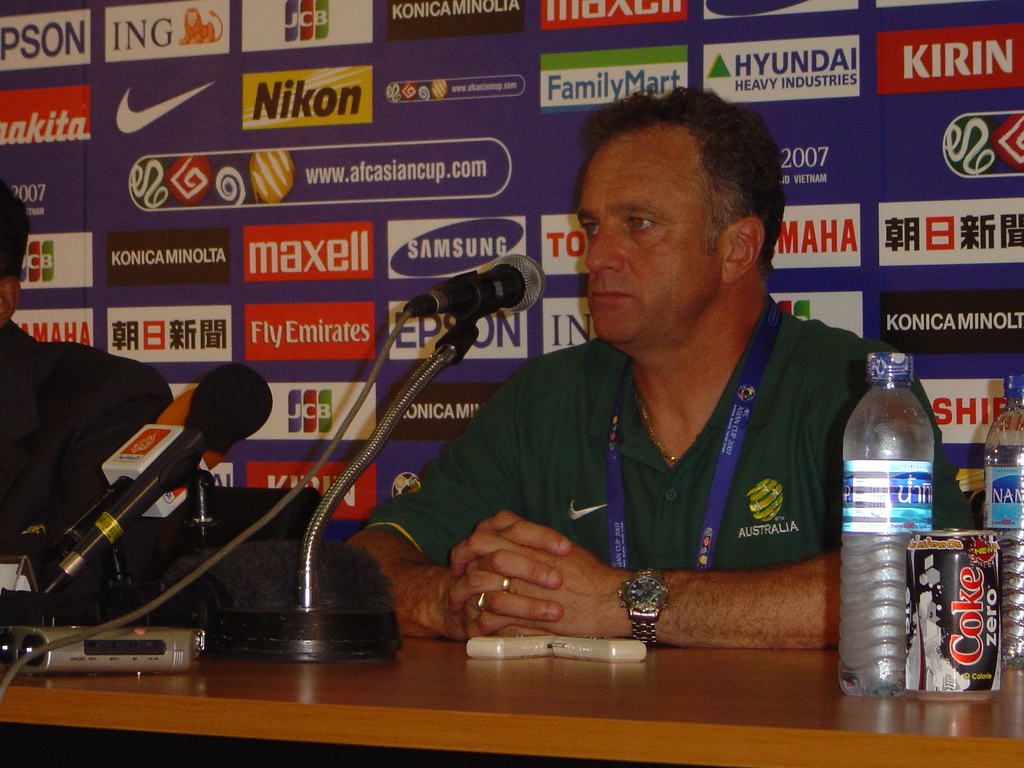
Graham Arnold (2007)

Graham James Arnold (* 3. August 1963 in Sydney) ist ein ehemaliger australischer Fußballspieler und derzeitiger -trainer. Bis September 2024 trainierte er die australischen Fußballnationalmannschaft.

## Karriere
Arnold startete seine aktive Karriere bei Canterbury-Marrickville in der „New South Wales Premier League“. Der Stürmer wechselte zu Sydney Croatia (heute Sydney United) in Australiens National Soccer League, wo er 1986 Torschützenkönig und zum Spieler des Jahres gewählt wurde. Er wechselte in die Niederlande, spielte für Roda Kerkrade und NAC Breda. In Belgien war er für RFC Lüttich und Sporting Charleroi aktiv. Seine Karriere wollte er bei Sanfrecce Hiroshima in Japan ausklingen lassen; nach seiner Rückkehr nach Australien spielte er aber noch für Northern Spirit FC (in einem Vorort von Sydney).
Graham Arnold spielte 56-mal für die Nationalmannschaft, wobei er 19 Tore erzielte. Sein erstes Spiel absolvierte er während der WM-Qualifikation gegen Taiwan in Adelaide am 23. Oktober 1985. In diesem Spiel – Endstand 7:0 für Australien – schoss er auch sein erstes Länderspieltor. Sein letzter Einsatz für die Socceroos am 29. November 1997 endete für ihn traurig: Im Qualifikationsspiel gegen den Iran schaffte Australien nur ein 2:2 und verpasste damit die Teilnahme an der WM 1998 in Frankreich.
Arnold hat Erfahrung als Interims-Trainer. Bereits 1989/90 sprang er für zwei Spiele als Trainer bei Sydney Croatia ein. Seine eigentliche Trainer-Karriere startete er 1998 bei Northern Spirit. 2000 wurde er Co-Trainer der Nationalmannschaft, die er im Juli 2006 nach dem Rücktritt von Guus Hiddink nach der WM 2006 als Nationalcoach übernahm und bis zum Ausscheiden bei der Asienmeisterschaft 2007 betreute. Zur Saison 2010/11 übernahm Arnold den Trainerposten bei den Central Coast Mariners, sein Vorgänger Lawrie McKinna wechselte in das Management des Klubs.
Vom Mai 2014 bis Sommer 2018 war Arnold Trainer beim Sydney FC.

### Nationaltrainer von Australien
Arnold übernahm nach der Fußball-Weltmeisterschaft 2018 den Trainerposten der australischen Nationalmannschaft von dem Niederländer Bert van Marwijk, bis er nach der Rekordamtszeit in Australien und 55 Partien im September 2024 zurücktrat.